# NGC 4687
NGC 4687 is een elliptisch sterrenstelsel in het sterrenbeeld Jachthonden. Het hemelobject werd op 11 maart 1831 ontdekt door de Britse astronoom John Herschel.

## Synoniemen
- UGC 7958
- MCG 6-28-31
- MK 442
- ZWG 188.21
- KUG 1244+356
- PGC 43157